# Geranium kotschyi
Geranium kotschyi är en näveväxtart som beskrevs av Pierre Edmond Boissier. Geranium kotschyi ingår i släktet nävor, och familjen näveväxter.

## Underarter
Arten delas in i följande underarter:
- G. k. charlesii
- G. k. kotschyi